# Чарльз Оуен Хобо
Чарльз Оуен Гобо (англ. Charles Owen Hobaugh) — астронавт НАСА. Здійснив три космічні польоти на шаттлах: STS-104 (2001, «Атлантіс»), STS-118 (2007, «Індевор») і STS-129 (2009, «Атлантіс»), полковник КМП США.

## Освіта
- У 1980 році закінчив середню школу в Норд-Рідж Віллі, штат Огайо.
- У 1984 році отримав ступінь бакалавра наук в області аерокосмічної техніки в Академії ВПС США, в місті Колорадо-Спрінгс, штат Колорадо.
- З січня 1993 року по серпень 1994 проходив навчання в Космічному інституті при Університеті Теннессі.

## Військова кар'єра
У травні 1984 року закінчив Військово-морську Академію США і був розподілений в Корпус морської піхоти США. До грудня 1984 року закінчив базову школу морської піхоти. Після шести місяців військово-морської практики, в лютому 1987 року став військово-морським льотчиком. Потім він був розподілений в ескадрилью для початкового навчання на літаку AV-8B Harrier. Після завершення цієї підготовки, був розподілений в морську штурмову ескадрилью, служив у західній частині Тихого океану на авіабазі «Івакуні», Японія. Служив на борту авіаносця «Ніссан», виконував бойові завдання в Перській затоці під час Війни в Перській затоці. У червні 1991 року був направлений на річне навчання на льотчика-випробувача в Військово-морське училище. Після закінчення — на випробуваннях модернізованого ударного літака AV-8B, літав на А-7 Corsair. У липні 1994 року його повернули у Військово-морське училище льотчиків-випробувачів як інструктора, де він літав на літаках F /A-18 Hornet, Т-2, U-6A і на планерах. Тут він дізнався про запрошення в НАСА. Має наліт понад 3000 годин на більш ніж 40 різних типах літаків і понад 200 посадок на палуби авіаносців.